# Eravamo bambini
Eravamo bambini è un film del 2023 diretto da Marco Martani.

## Trama
Cinque amici d'infanzia si ritrovano, dopo aver ricevuto un messaggio sul cellulare, nel loro piccolo paese della Calabria, per risolvere un conto sospeso. Gianluca è un poliziotto frustrato e rissoso, Margherita una giornalista ninfomane, suo fratello minore Andrea è un tossico con debiti, Walter una star rock con problemi familiari, e la piccola figlia in affidamento, e Antonio detto "Cacasotto", il postino del paese di San Severino, ragazzo timido e introverso, il quale viene arrestato con un coltello da caccia presso una villa ed interrogato a lungo dalla Polizia.
 Nel Comando, per flashback, Antonio racconta la sua storia e dei suoi amici ed attraverso il racconto, si scoprirà il passato traumatico dei ragazzi.

## Distribuzione
Il film è stato presentato in anteprima alla Festa del Cinema di Roma 2023 in concorso nella sezione "Alice nella città" ed è stato distribuito nelle sale cinematografiche italiane da Vision Distribution ed Europictures il 21 marzo 2024.